# Sint-Niklaas
Sint-Niklaas (in francese: Saint-Nicolas) è la città più importante della regione fiamminga del Waasland. La città è particolarmente famosa per avere la piazza più grande del Belgio.

## Storia

### Dalle origini al XIII secolo
Nella regione di Sint-Niklaas sono state trovate alcune tracce di insediamenti pre-romani, il centro della regione durante quel periodo, si trovava infatti nelle vicinanze di Waasmunster, in una posizione migliore, in quanto in prossimità del fiume Durme.
Benché si trovino documenti dove il territorio di Sint-Niklaas viene citato nel IX secolo, è dal 1217 che la città acquista una certa importanza. In quell'anno il vescovo di Tournai, seguendo il consiglio del clero locale, fondò la chiesa di San Nicola. La nuova comunità continuò tuttavia a dipendere dal vescovo di Tournai, almeno fino alla metà del XVI secolo. Politicamente la città era parte della Contea delle Fiandre. La potenza ed il prestigio delle Fiandre durante il Medioevo si dovettero proprio al veloce sviluppo economico della città di Sint-Niklaas, che divenne il centro amministrativo della regione nel 1241. Un documento datato 1248 riporta che, Margherita II, contessa delle Fiandre, cedette alcuni territori alla parrocchia di Sint-Niklaas con la clausola che quei territori sarebbero dovuti rimanere completamente spogli. Questo spiega l'inusuale ampio spazio della piazza centrale che si può ammirare oggi.

### Dal XIV al XVII secolo
Durante la sua lunga storia la città non ebbe mai cinta murarie, il che la rese un facile bersaglio per i nemici, infatti nel 1381 Sint-Niklaas fu data alle fiamme e saccheggiata. Nonostante questo episodio, la posizione della città, tra Gand e Anversa e non lontana dal fiume Schelda, favorì fortemente lo sviluppo economico. Nel 1513 l'imperatore Massimiliano I, concesse alla città il diritto di organizzare un mercato settimanale. Verso il 1580 la chiesa di San Nicola subì diversi danni dovuti alle incursioni degli iconoclasti che interessarono tutta la regione.
Il XVII secolo fu un periodo di prosperità, con una consistente crescita economica dovuta alle industrie della lana e del lino. Durante questo secolo Sint-Niklaas fu dotata di edifici amministrativi e fiorirono anche alcune comunità religiose, che provvidero all'educazione (non solo religiosa) e ai servizi assistenziali nella regione.
Il 25 maggio 1690 un altro incendio distrusse la maggior parte della città.

### Dal XVIII secolo ad oggi
Nel XVII secolo il regime austriaco fu particolarmente favorevole a Sint-Niklaas. Il settore tessile (fiore all'occhiello della città) si adattò bene alla meccanizzazione anche quando si aggiunse la produzione del cotone tra le attività industriali nel 1764.
Alla fine del secolo la rivoluzione francese portò come conseguenza un insieme di intolleranza religiosa e un ammodernamento delle amministrazioni nella città. Napoleone visitò Sint-Niklaas nel 1803 e la promosse ufficialmente a città.
Il XIX secolo fu testimone di un generale declino dell'industria tessile ma diversi edifici furono eretti, fra cui l'attuale sede del comune e la chiesa di Onze-Lieve-Vrouwekerk (dedicata alla Madonna).
Dopo la Seconda guerra mondiale il settore tessile continuò la sua crisi. Oggi il centro storico della città è divenuto il punto principale per lo shopping ed è il centro amministrativo di Sint-Niklaas.

## Monumenti e luoghi d'interesse
- La chiesa di San Nicola fu fondata nel XIII secolo e dà il nome alla città. Dopo diversi danni durante il XVI secolo, l'interno fu ricostruito in stile barocco.
- La cappella di San Giuseppe fu costruita nel XVII secolo dai Francescani. Fu successivamente inglobata con un seminario ed oggi è parte di una scuola superiore.
- La chiesa Onze-Lieve-Vrouwekerk e il municipio sono situati sul Grote Markt, la più grande piazza del Belgio e sono più recenti (XIX secolo)
- Il Gerardus Mercator-Museum racconta la storia della cartografia a ritroso fino alle sue origini. Il museo espone anche due globi originali appartenuti al famoso cartografo.

## Cultura

### Eventi
- Il primo week end di settembre Sint-Niklaas è sede del festival internazionale delle mongolfiere (Vredesfeesten).
- La prima domenica dopo 11 novembre: 'Giorno di San Nicola' (Dag van de Sint).
- 12 novembre - 6 dicembre: 'Casa di San Nicola' (Huis van de Sint), Stationsstraat 85.
- L'ultima settimana dell'anno la città ospita il Flanders Volley Gala, un torneo internazionale di pallavolo.

## Infrastrutture e trasporti
La posizione di Sint-Niklaas sull'asse Gand-Anversa ne fa una città perfettamente collegata sia dai treni che dalle strade. La E17, una delle autostrade più trafficate del Belgio, passa per la città; la N16 conduce a Malines e a Bruxelles.

## Amministrazione

### Sindaci
Sindaci dalla fine della seconda guerra mondiale:
- Henri Heyman (Cattolico) (1933-1946);
- Romain De Vidts (CVP, ora CD&V) (1947-1962);
- Frantz Van Dorpe (CVP, ora CD&V);
- Paul De Vidts (CVP, ora CD&V) (1977-1988);
- Hunfred Schoeters (SP, ora Vooruit) 1994-1995);
- Lieven Lenaerts (CVP, ora CD&V) (1995-1996);
- Jef Foubert (CVP, ora CD&V) (1997-2000);
- Freddy Willockx (SP, ora Vooruit) (1989-1994 e 2001-2010);
- Christel Geerts (sp.a, ora Vooruit) (2010-2012);
- Lieven Dehandschutter (N-VA) (2013-).

### Gemellaggi
- Colmar
- Lucca
- Abingdon-on-Thames
- Schongau
- Gorinchem
- Tábor